# عزبة هوارة
قرية عزبة هوارة هي إحدى القرى التابعة لمركز مطاي بمحافظة المنيا في جمهورية مصر العربية. حسب إحصاءات سنة 2006، بلغ إجمالي السكان في عزبة هوارة 3592 نسمة، منهم 1760 رجلا و1832 امرأة.